# Kavango
Els kavango són una tribu africana el poble de la qual viu en el nord-est de Namíbia; en el costat sud de la frontera amb Angola.
El riu Okavango és el punt focal d'aquest grup, al voltant del qual la majoria d'ells basen les seves activitats de subsistència; tan sols un estimat 20% dels kavango viu en zones àrides allunyades del riu. No només el riu pren el seu nom a partir d'aquesta ètnia, sinó a més una de les 13 regions administratives de Namíbia: la regió de Kavango.
Els kavango estan estretament relacionats amb els ovambo (o owambo), ja que ambdues tribus descendeixen de la tribu wambo, que viuen a l'est d'Àfrica a la regió del riu Kwando. Els kavango es van establir en aquesta regió fa al voltant de dos-cents anys.
Els kavango estan subdividits en 5 grups menors anomenats respectivament gciriku, kwangali, mbukushu, mbunza i shambyu. Cadascun d'ells està dirigit pel seu propi cap tribal, el qual és responsable de la distribució de terres entre els membres de la tribu. Encara quan els caps són tradicionalment homes, el sistema social és matriarcal. La constitució de Namíbia, legitima i permet als kavango, l'ús de les seves lleis tradicionals.
Fins a la dècada de 1970 existia un grup considerable de kavangos a Angola als quals amb freqüència se'ls crida nyemba. No obstant això, aquests van fugir del conflicte bèl·lic que devastava la regió al nord del riu Okavango i van venir a reunir-se amb els seus germans del sud. Com a resultat d'aquest moviment migratori, el nombre de kanvangos a Namíbia es va duplicar, convertint-se en el segon major grup ètnic al país, amb un 10% del total de la població.
L'idioma més comunament parlat entre els kavango és el RuKwangali. Alguns grups entre els Shambyu, Gciriku i Mbukushu parlen el seu propi dialecte, però el RuKwangali és l'únic amb escriptura.
La religió que practiquen els kavangos és el cristianisme, barrejat amb elements tradicionals de la seva cultura.